# Marathon (dème)
Pour les articles homonymes, voir Marathon.
Marathon (en grec ancien Μαραθών / Marathôn) est un ancien dème de l'Attique situé entre le Pentélique et le Parnès, près de la ville moderne de Marathon. 
Il est principalement connu pour un épisode de la première guerre médique en 490 av. J.-C. ayant opposé un débarquement perse aux hoplites athéniens et platéens, qui remportèrent la victoire, ainsi que pour la légendaire course de Philippidès, qui a inspiré l'homonyme course d'athlétisme. 

## Étymologie
Le nom renvoie au fenouil, plante largement présente dans la plaine de Marathon et nommée en grec ancien : μάραθον ou μάραθος,. Ainsi, le nom de la dème signifierait « endroit riche en fenouil ».
Le nom de Marathon, vient peut-être aussi du créateur de la tribu des marathoniens, le héros mythique Marathona (Μαραθώνα) ou Maratho (Μάραθο), qui, selon Pausanias (Παυσανίας / Pausanías), était le fils d'Épopée (Ἐποπεύς / Epopeús) roi de Sicyone (Σικυών / Sikyốn) et petit-fils ou, selon une autre version, arriere petit-fils, de dieu Poséidon (Ποσειδῶν / Poseidỗn) et de Canacé (Κανάκη). A cause de la cruauté de son père, Marathon avait fui en Attique (Ἀττική / Attikḗ) jusqu’à la mort de celui-ci.

## Géographie
La reconstruction morphologique de la plaine de Marathon du Ve siècle av. J.-C. est essentiellement partagée par les historiens, bien que la ligne de la côte, la nature du grand marais et son extension n'aient pas encore été définitivement approuvées.
Au contraire, la localisation des bâtiments posent plus de problèmes, à partir du dème de Marathon. En effet, certains historiens soutiennent qu'il est maintenant situé en-dessous de l'eau, d'autres pensent que ce sont des ruines aujourd'hui identifiables, et d'autres encore soutiennent que le dème était uniquement constitué de bâtiments éparpillés. Il existe également différentes théories au sujet de la localisation du sanctuaire d'Héraclès et des monuments édifiés après la bataille.

## Histoire
Dans la mythologie grecque, Marathon apparait comme le lieu où le roi Athénien Thésée tue un taureau qui dévastait la plaine.
À l'époque archaïque et classique, le dème de Marathon fait partie de la tétrapole, un des douze districts qui, selon Strabon, composait l'Attique. Selon l'historien romain, quatre dèmes formaient cette tétrapole : Marathon, Œnoë, Probalinthe et Tricorython. Des quatre dèmes qui forment la tétrapole, Marathon est largement le plus important. Bien qu'on ne possède pas de preuves aux égards de la date de fondation de ce dème, la région apparait dans l'Odyssée d'Homère, même si la date de composition de ce texte est incertaine.
Selon une tradition rapportée par le seul Hérodote, en 545 av. J.-C. Pisistrate débarque à Marathon, marche sur Athènes et met en place pour la deuxième fois une tyrannie. Mais le dème est davantage connu pour être le site de la bataille de Marathon, se déroulant en 490 av. J.-C. pendant la Première guerre médique sur la plaine du dème. Dans cette confrontation les hoplites athéniens et platéens remportent la victoire sur un débarquement perse. C'est à l'issue de cette bataille que se forge l'histoire de Philippidès, soldat athénien dont le parcours serait à l'origine du marathon moderne, en allant annoncer la victoire de l'armée athénienne aux Athéniens. Cependant, cette construction antique tient de la légende. 